# Bloomingdale (Indiana)
Bloomingdale – miasto w Stanach Zjednoczonych, w stanie Indiana, w hrabstwie Parke.